# Specie di Drosophila

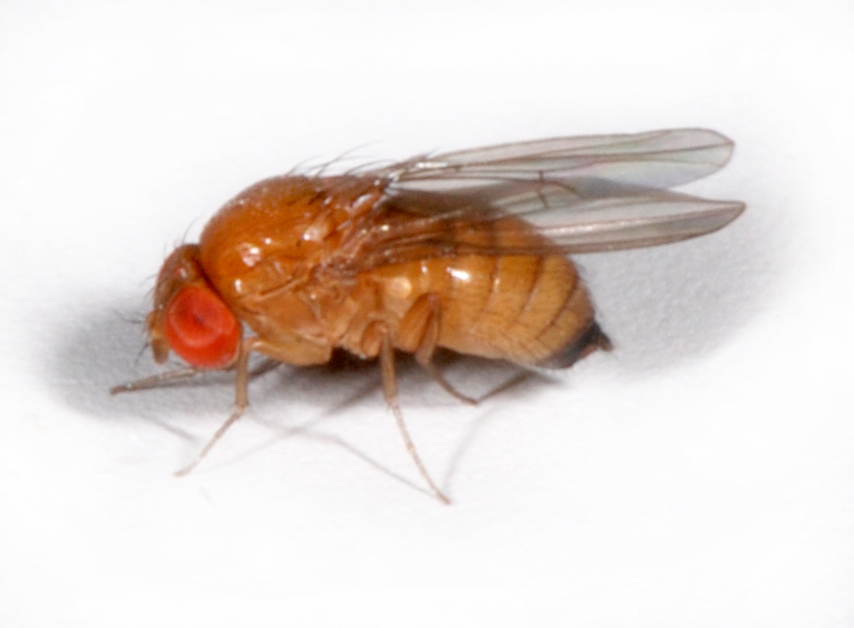
Femmina di D. suzukii

Drosophila Fallén, 1823, è un genere di insetti della famiglia dei Drosophilidae (Diptera: Schizophora: Ephydroidea).
Comprende 1579 specie descritte. Da decenni, il genere Drosophila, di cui è stato accertato il carattere parafiletico, è oggetto di revisioni tassonomiche che hanno comportato diverse importanti modifiche con conseguente riduzione del numero complessivo di specie. Il numero di quelle restanti si colloca orientativamente fra le 1100 e le 1500 specie, a causa dell'incerta posizione tassonomica di alcuni clade. A queste si aggiunge un numero indefinito di specie non ancora descritte.

## Lista delle specie
Questa lista include anche le drosofile hawaiane del gruppo Idiomyia, classificate da Grimshaw (1901). Si tratta di circa 420 specie la cui collocazione è controversa. Molti autori in passato le hanno incluse a tutti gli effetti nel genere Drosophila, ma attualmente molti propendono per la separazione in un genere distinto, Idiomyia, come fece in origine Grimshaw. Non c'è ancora consenso su questa collocazione, anche se Bächli, nel TaxoDros, separa implicitamente queste specie nel genere Idiomyia.
- D. abjuncta Hardy, 1965
- D. abregolineata Duda, 1925
- D. abron Burla, 1954
- D. abure Burla, 1954
- D. acanthomera Tsacas, 2001
- D. acanthoptera Wheeler, 1949
- D. acanthos Kam e Pereira in O'Grady et al., 2003
- D. acanthostoma Hardy e Kaneshiro, 1968
- D. acelidota Tsacas, 2004
- D. aceti Kollar in Heeger, 1851
- D. achlya Hardy, 1966
- D. acroria Wheeler e Takada in Wheeler et al., 1962
- D. acrostichalis Hardy, 1965
- D. acrostigma Tsacas e Chassagnard, 1999
- D. acuminanus Hunter, 1989
- D. acutilabella Stalker, 1953
- D. adamisa Chassagnard e Tsacas in Chassagnard et al., 1997
- D. adamsi Wheeler, 1959
- D. addisoni Pavan, 1950
- D. adiastola Hardy, 1965
- D. adunca Hardy, 1965
- D. adventitia Hardy, 1965
- D. aenicta Hardy, 1966
- D. afer Tan, Hsu e Sheng, 1949
- D. affinidisjuncta Hardy, 1978
- D. affinis Sturtevant, 1916
- D. afoliolata Zhang e Toda in Zhang, Toda e Watabe, 1995
- D. agitona Hardy, 1965
- D. aglaia Hardy, 1965
- D. aguape Val e Marques, 1996
- D. agumbensis Prakash e Reddy, 1978
- D. akai Burla, 1954
- D. akoko Magnacca e O'Grady, 2008
- D. alafumosa Patterson e Mainland in Patterson, 1943
- D. alagitans Patterson e Mainland in Patterson, 1943
- D. alani Pipkin, 1964
- D. albescens Frota-Pessoa, 1954
- D. albicans Frota-Pessoa, 1954
- D. albifacies Hardy, 1965
- D. albincisa de Meijere, 1911
- D. albipes Walker, 1852
- D. albirostris Sturtevant, 1921
- D. albomarginata Duda, 1927
- D. albomicans (Duda, 1923)
- D. albonotata de Meijere, 1911
- D. aldrichi Patterson in Patterson e Crow, 1940
- D. alei Brncic, 1962
- D. alexanderae Pipkin, 1964
- D. alexandrei Cordeiro, 1951
- D. alfari Sturtevant, 1921
- D. algonquin Sturtevant e Dobzhansky, 1936
- D. alladian Burla, 1954
- D. allochroa Tsacas, 2002
- D. aloma Tsacas in Tsacas e Lachaise, 1981
- D. alpina Burla, 1948
- D. alsophila Hardy e Kaneshiro, 1971
- D. alternolineata Duda, 1925
- D. altiplanica Brncic e Koref-Santibanez, 1957
- D. altissima Tsacas, 1980
- D. altukhovi Imasheva, Lazebny, Cariou, David e Tsacas, 1994
- D. amaguana Vela e Rafael, 2004
- D. ambigua Pomini, 1940
- D. ambochila Hardy e Kaneshiro, 1971
- D. americana Spencer, 1938
- D. amita Hardy, 1965
- D. amphibolos Tsacas e Chassagnard, 1990
- D. amplipennis Malloch, 1934
- D. amydrospilota Hardy, 1965
- D. analis Macquart, 1843
- D. analspina Singh e Negi, 1995
- D. ananassae Doleschall, 1858
- D. anapuu Magnacca e O'Grady, 2009
- D. anceps Patterson e Mainland, 1944
- D. ancora Okada, 1968
- D. ancyla Hardy, 1965
- D. andamanensis Gupta e Ray-Chaudhuri, 1970
- D. andamanensis Parshad e Singh, 1971
- D. angor Lin e Ting, 1971
- D. angularis Okada, 1956
- D. angustibucca Duda, 1925
- D. anisoctena Tsacas, 1980
- D. annularis Sturtevant, 1916
- D. annulimana Duda, 1927
- D. annulipes Duda, 1924
- D. annulosa Vilela e Bächli, 1990
- D. anomalipes Grimshaw, 1901
- D. anomelani Reddy e Krishnamurthy, 1973
- D. anoplostoma Hardy e Kaneshiro, 1968
- D. antecedens Kam e Pereira in O'Grady et al., 2003
- D. anthrax Hardy, 1965
- D. antillea Heed, 1962
- D. antioquia Vilela e Bächli, 2000
- D. antonietae Tidon-Sklorz e Sene, 2001
- D. apag Vela e Rafael, 2005
- D. apectinata Duda, 1931
- D. apicalis Hardy, 1977
- D. apicespinata Zhang e Gan, 1986
- D. apicipuncta Hardy, 1965
- D. apicisetae Hardy, 1965
- D. apiki Magnacca e O'Grady, 2009
- D. aplophallata Zhang e Toda in Zhang, Toda e Watabe, 1995
- D. apodasta Hardy, 1965
- D. apodemata Okada e Carson, 1983
- D. appendiculata Malloch, 1934
- D. aquila Hardy, 1965
- D. aracataca Vilela e Val, 1983
- D. aracea Heed e Wheeler, 1957
- D. aragua Vilela e Pereira, 1982
- D. araicas Pavan e Nacrur, 1950
- D. araiotrichia Hardy, 1965
- D. arane Hunter, 1992
- D. arapuan da Cunha e Pavan in Pavan e da Cunha, 1947
- D. ararama Pavan e da Cunha, 1947
- D. arassari da Cunha e Frota-Pessoa in Pavan e da Cunha, 1947
- D. araucana Brncic, 1957
- D. arauna Pavan e Nacrur, 1950
- D. arawakana Heed, 1962
- D. arboloco Hunter, 1979
- D. arcosae Vela e Rafael, 2001
- D. arcuata Hardy, 1965
- D. argenteifrons Wheeler, 1954
- D. arizonae Ruiz, Heed e Wasserman, 1990
- D. artecarina Takada e Momma, 1975
- D. artigena Hardy, 1965
- D. asahinai Okada, 1964
- D. ashburneri Tsacas, 1984
- D. asiri Vela e Rafael, 2005
- D. asketostoma Hardy, 1965
- D. assita Hardy e Kaneshiro, 1969
- D. asticta Tsacas, 2004
- D. atacamensis Brncic e Wheeler in Brncic, 1987
- D. atalaia Vilela e Sene, 1982
- D. athabasca Sturtevant e Dobzhansky, 1936
- D. atra Walker, 1852
- D. atrata Burla e Pavan, 1953
- D. atrifacies Hardy e Kaneshiro in Hardy et al., 2001
- D. atrimentum Hardy e Kaneshiro, 1971
- D. atripex Bock e Wheeler, 1972
- D. atroscutellata Hardy, 1966
- D. attenuata Hardy, 1965
- D. attigua Hardy e Kaneshiro, 1969
- D. audientis (Lin e Ting, 1971)
- D. auraria Peng, 1937
- D. aurea Patterson e Mainland, 1944
- D. aureata Wheeler, 1957
- D. aureopallescens Pipkin, 1964
- D. auriculata Toda, 1988
- D. austroheptica Tsaur e Lin, 1991
- D. austrosaltans Spassky, 1957
- D. avicennai Maca, 1988
- D. azteca Sturtevant e Dobzhansky, 1936
- D. badia Hardy, 1965
- D. bageshwarensis Singh, Dash e Fartyal, 2004
- D. bahunde Tsacas, 1980
- D. bai Watabe e Liang in Watabe et al, 1990
- D. baimaii Bock e Wheeler, 1972
- D. bakondjo Tsacas, 1980
- D. bakoue Tsacas e Lachaise, 1974
- D. balioptera Hardy, 1965
- D. balneorum Sturtevant, 1927
- D. bandeirantorum Dobzhansky e Pavan, 1943
- D. barbarae Bock e Wheeler, 1972
- D. barbata Magnacca e O'Grady, 2009
- D. barutani Watabe e Liang in Watabe et al., 1990
- D. basimacula Hardy, 1965
- D. basisetae Hardy e Kaneshiro, 1968
- D. basisetosa Hardy, 1965
- D. batmani Vilela e Bächli, 2005
- D. baucipyga Lachaise e Chassagnard, 2001
- D. beardsleyi Hardy, 1965
- D. bella Lin e Ting, 1971
- D. belladunni Heed e Krishnamurthy, 1959
- D. beppui Toda e Peng, 1989
- D. berryi Cockerell, 1923
- D. bhagamandalensis Muniyappa, Reddy, e Krishnamurthy, 1981
- D. biarmipes Malloch, 1924
- D. biauraria Bock e Wheeler, 1972
- D. bicondyla Hardy, 1965
- D. bicornuta Bock e Wheeler, 1972
- D. bifasciata Pomini, 1940
- D. bifidiprocera Zhang e Gan, 1986
- D. bifilum Frota-Pessoa, 1954
- D. bifurca Patterson e Wheeler, 1942
- D. bifurcada Hunter, 1992
- D. bimorpha Singh e Gupta, 1981
- D. binocularis Zhang e Toda in Brake e Bachli, 2008
- D. bipectinata Duda, 1923
- D. bipolita Hardy, 1965
- D. bipunctata Patterson e Mainland in Patterson, 1943
- D. birchii Dobzhansky e Mather, 1961
- D. biseriata Hardy, 1965
- D. bisetata Toda, 1988
- D. bishtii Singh e Negi, 1995
- D. bivibrissae Toda, 1988
- D. bizonata Kikkawa e Peng, 1938
- D. blanda Statz, 1940
- D. blumelae Pipkin e Heed, 1964
- D. bocainensis Pavan e da Cunha, 1947
- D. bocainoides Carson, 1954
- D. bocki Baimai, 1979
- D. bocqueti Tsacas e Lachaise, 1974
- D. bodemannae Pipkin e Heed, 1964
- D. boletina Duda, 1927
- D. boliviana Duda, 1927
- D. bomarea Hunter, 1979
- D. bondarenkoi Sidorenko, 1993
- D. boraceia Vilela e do Val, 2004
- D. borborema Vilela e Sene, 1977
- D. borealis Patterson, 1952
- D. bostrycha Hardy, 1965
- D. brachynephros Okada, 1956
- D. brachytarsa Chassagnard e Tsacas in Chassagnard et al., 1997
- D. brahmagiriensis Muniyappa, Reddy, e Krishnamurthy, 1981
- D. breuerae Rocha, 1971
- D. brevicarinata Patterson e Wheeler, 1942
- D. brevicilia Hardy, 1965
- D. brevina Wheeler, 1981
- D. brevipapilla Zhang, 2000
- D. brevis Walker, 1852
- D. brevissima Hardy, 1965
- D. brevitabula Zhang e Toda, 1992
- D. brevitarsus Hardy, 1965
- D. bridwelli Hardy, 1965
- D. briegeri Pavan e Breuer, 1954
- D. brncici Hunter e Hunter, 1964
- D. bromeliae Sturtevant, 1921
- D. bromelioides Pavan e da Cunha, 1947
- D. brunettii Ray-Chaudhuri e Mukherjee, 1941
- D. brunneicrus Hardy e Kaneshiro in Hardy et al., 2001
- D. brunneifrons Hardy, 1965
- D. brunneisetae Hardy, 1965
- D. bunnanda Schiffer and McEvey, 2006
- D. burlai Tsacas e Lachaise, 1974
- D. burmae Toda, 1986
- D. busckii Coquillett, 1901
- D. buzzatii Patterson e Wheeler, 1942
- D. caccabata Hardy, 1965
- D. calceolata Duda, 1926
- D. calidata Takada, Beppu e Toda, 1979
- D. californica Sturtevant, 1923
- D. calloptera Schiner, 1868
- D. camargoi Dobzhansky e Pavan in Pavan, 1950
- D. camaronensis Brncic, 1957
- D. campylophalla Tsacas, 2006
- D. canadiana Takada e Yoon, 1989
- D. canalinea Patterson e Mainland, 1944
- D. canalinioides Wheeler, 1957
- D. canavalia Magnacca e O'Grady, 2008
- D. canescens Duda, 1927
- D. canipolita Hardy, 1965
- D. canuta Hardy, 1965
- D. capitata Hardy, 1965
- D. capnoptera Patterson e Mainland, 1944
- D. caponei Pavan e da Cunha, 1947
- D. capricorni Dobzhansky e Pavan, 1943
- D. carablanca Hunter, 1979
- D. carbonaria Patterson e Wheeler, 1942
- D. carcinophila Wheeler, 1960
- D. cardini Sturtevant, 1916
- D. cardinoides Dobzhansky e Pavan, 1943
- D. caribiana Heed, 1962
- D. carioca Vilela e Bächli, 2004
- D. cariouae Tsacas in Tsacas et al., 1985
- D. caripe Vilela e Bächli, 2000
- D. carlosvilelai Vela e Rafael, 2001
- D. carnosa Hardy, 1965
- D. carolinae Vilela, 1983
- D. carsoni Wheeler, 1957
- D. cathara Tsacas, 2004
- D. cauverii Muniyappa, Reddy e Prakash, 1982
- D. cellaris Oken, 1815
- D. ceratostoma Hardy, 1966
- D. cestri Brncic, 1978
- D. chaetocephala Hardy e Kaneshiro, 1979
- D. chaetopeza Hardy, 1965
- D. chamundiensis Sajjan e Krishnamurthy, 1972
- D. chamundiensis Sajjan e Krishnamurthy, 1975
- D. changuinolae Wheeler e Magalhaes, 1962
- D. charmadensis Gowda e Krishnamurthy, 1972
- D. chauvacae Tsacas, 1984
- D. cheda Tan, Hsu e Sheng, 1949
- D. cheongi Takada e Momma, 1975
- D. chicae Hardy e Kaneshiro in Hardy et al., 2001
- D. chimera Kam e Pereira in O'Grady et al., 2003
- D. chisaca Hunter, 1989
- D. choachi Hunter, 1992
- D. ciliaticrus Hardy, 1965
- D. cilifemorata Hardy, 1965
- D. cilifera Hardy e Kaneshiro, 1968
- D. ciliotarsa Gupta e Gupta, 1990
- D. cilitarsis Hering, 1940
- D. circumdata Duda, 1926
- D. clara Hardy e Kaneshiro in Hardy et al., 2001
- D. clarinervis Toda, 1986
- D. clavata Hardy, 1965
- D. clavisetae ardy, 1966
- D. clavitibia Hardy, 1965
- D. claytonae Hardy e Kaneshiro, 1969
- D. clydonia Hardy, 1965
- D. cnecopleura Hardy, 1965
- D. coffeata Williston, 1896
- D. coffeina Schiner, 1868
- D. cogani Tsacas e Disney, 1974
- D. cognata Grimshaw, 1901
- D. colmenares Hunter, 1989
- D. colobos Tsacas, 2004
- D. colorata Walker, 1849
- D. comatifemora Hardy, 1965
- D. comoe Burla, 1954
- D. comorensis Tsacas in Lemeunier et al., 1997
- D. comosa Wheeler, 1968
- D. condormachay Vela e Rafael, 2005
- D. confertidentata Zhang, Li e Feng, 2006
- D. conformis Hardy, 1965
- D. confutata Hardy, 1965
- D. conjectura Hardy, 1965
- D. conspicua Grimshaw, 1901
- D. constricta Okada e Carson, 1983
- D. contorta Hardy, 1965
- D. converga Heed e Wheeler, 1957
- D. cordata Sturtevant, 1942
- D. cordeiroi Brncic, 1978
- D. cornixa Takada, Momma e Shima, 1973
- D. cornutitarsus Hardy e Kaneshiro, 1979
- D. coroica Wasserman, 1962
- D. couturieri Tsacas, 2006
- D. cracens Hardy, 1965
- D. craddockae Kaneshiro e Kambysellis, 1999
- D. crassa - Patterson e Mainland, 1944
- D. crispipennis Okada e Carson, 1983
- D. crossoptera Wheeler e Takada in Wheeler et al., 1962
- D. crucigera Grimshaw, 1902
- D. cryptica De e Gupta, 1996
- D. cryptica Hardy e Kaneshiro in Hardy et al., 2001
- D. cuaso Bächli, Vilela e Ratcov, 2000
- D. cuauhtemoci Felix e Dobzhansky in Felix et al., 1976
- D. cubicivittata Okada, 1966
- D. cundinamarca Vilela e Bächli, 2000
- D. curiosa Hardy e Kaneshiro in O'Grady et al., 2001
- D. curta Chassagnard e Tsacas in Chassagnard et al., 1997
- D. curticilia Hardy, 1965
- D. curtitarsis Hardy e Kaneshiro in Hardy et al., 2001
- D. curvapex Frota-Pessoa, 1954
- D. curvata Hardy, 1977
- D. curvicapillata Duda, 1923
- D. curviceps Okada e Kurokawa, 1957
- D. curvispina Watabe e Toda, 1984
- D. curvitibia Hardy, 1965
- D. cuscungu Vela e Rafael, 2005
- D. cuzcoica Duda, 1927
- D. cyrtoloma Hardy, 1969
- D. dacunhai Mourao e Bicudo, 1967
- D. daruma Okada, 1956
- D. dasycnemia Hardy, 1965
- D. davidgrimaldii Vilela e Bächli, 1990
- D. davidi Tsacas, 1975
- D. debilis Walker, 1849
- D. decemseriata Hendel, 1936
- D. decolor Tsacas e Chassagnard, 1994
- D. deflecta Malloch in Malloch e McAtee, 1924
- D. deltaneuron Bryan, 1938
- D. demipolita Hardy, 1965
- D. denieri Blanchard, 1938
- D. denotata Hardy, 1965
- D. denticulata Bock e Wheeler, 1972
- D. dentilabia Magnacca e O'Grady, 2009
- D. dentissima Bock e Wheeler, 1972
- D. desallei Magnacca e O'Grady, 2009
- D. desavrilia Tsacas, 1985
- D. desbaratabaile Hunter, 1979
- D. desertorum Wasserman, 1962
- D. diama Burla, 1954
- D. diamphidia Hardy, 1965
- D. diamphidiopoda Hardy, 1965
- D. dianensis Gao, Watabe, Toda, Zhang e Aotsuka, 2003
- D. dicropeza Hardy e Kaneshiro, 1979
- D. dictena Tsacas e Chassagnard, 1992
- D. differens Hardy e Kaneshiro, 1975
- D. diffusa Hardy, 1965
- D. digressa Hardy e Kaneshiro, 1968
- D. dilacerata Becker, 1919
- D. diminuens Hardy, 1965
- D. dimitra Tsacas in Tsacas e Lachaise, 1981
- D. dimitroides Chassagnard e Tsacas in Chassagnard et al., 1997
- D. diplacantha Tsacas e David, 1977
- D. diplochaeta Tsacas, 2003
- D. discreta Hardy e Kaneshiro, 1968
- D. disjuncta Hardy, 1965
- D. dispar Mather, 1955
- D. dissita Hardy, 1965
- D. distinguenda Hardy, 1965
- D. divaricata Hardy e Kaneshiro, 1971
- D. dives Hardy e Kaneshiro in Hardy et al., 2001
- D. divisa Duda, 1927
- D. dobzhanskii Patterson, 1943
- D. dolichotarsis Hardy, 1966
- D. dolomata Hardy, 1965
- D. dominicana Ayala, 1965
- D. dominici Dwivedi, 1982
- D. dorsalis Walker, 1865
- D. dorsigera Hardy, 1965
- D. dorsivitta Walker, 1861
- D. dorsociliata Hardy, 1965
- D. dossoui Chassagnard, 1991
- D. dracaenae Hardy, 1965
- D. dreyfusi Dobzhansky e Pavan, 1943
- D. dumalis Hardy, 1965
- D. dumuya Burla, 1954
- D. dunni Townsend e Wheeler, 1955
- D. dyaramankana Burla, 1954
- D. dyula Burla, 1954
- D. echinostoma Kam e Pereira in O'Grady et al., 2003
- D. ecuatoriana Vela e Rafael, 2004
- D. editinares Okada, 1966
- D. elegans Bock e Wheeler, 1972
- D. eleonorae Tosi et al., 1990
- D. elliptica Sturtevant, 1942
- D. ellisoni Vilela, 1983
- D. elongata Sturtevant, 1927
- D. emarginata Sturtevant, 1942
- D. eminentiula Zhang e Shi in Zhang, Toda e Watabe, 1995
- D. enderbyi Hutton, 1902
- D. endobranchia Carson e Wheeler, 1968
- D. engyochracea Hardy, 1965
- D. enhydrobia Bächli e Tsacas, 2005
- D. eniwae Takada, Beppu e Toda, 1979
- D. enoplotarsus Hardy, 1965
- D. entrichocnema Hardy, 1965
- D. eohydei Wasserman, 1962
- D. epiobscura Parshad e Duggal, 1966
- D. eprocessata Zhang e Toda in Zhang, Toda e Watabe, 1995
- D. equinoxialis Dobzhansky, 1946
- D. ercepeae Tsacas e David, 1975
- D. erebopis Tsacas, 2004
- D. erecta Tsacas e Lachaise, 1974
- D. eremophila Wasserman, 1962
- D. eskoi Lakovaara e Lankinen, 1974
- D. eugracilis Bock e Wheeler, 1972
- D. eumecothrix Hardy, 1965
- D. eupyga Tsacas, 1981
- D. euronotus Patterson e Ward, 1952
- D. eurypeza Hardy, 1965
- D. exiguitata Takada, Momma e Shima, 1973
- D. eximia Hardy, 1965
- D. expansa Hardy, 1965
- D. ezoana Takada e Okada, 1958
- D. facialba Heed e Wheeler, 1957
- D. facialis Adams, 1905
- D. fairchildi Pipkin e Heed, 1964
- D. falleni Wheeler, 1960
- D. fasciculisetae Hardy, 1965
- D. fascigera Hardy e Kaneshiro in Hardy et al., 2001
- D. fasciola Williston, 1896
- D. fascioloides Dobzhansky e Pavan, 1943
- D. fastigata Hardy, 1965
- D. fengkainensis Chen in Brake e Bachli, 2008
- D. ferruginea Becker, 1919
- D. ficusphila - Kikkawa e Peng, 1938
- D. fima - Burla, 1954
- D. flavibasis - Hardy, 1965
- D. flavicauda - Toda, 1991
- D. flaviceps - Grimshaw, 1901
- D. flavimedifemur - Zhang e Toda, 1988
- D. flavipes - Meigen, 1830
- D. flavisternum - Hardy, 1965
- D. flavitibiae - Toda, 1986
- D. flavohirta - Malloch, 1924
- D. flavomontana - Patterson, 1952
- D. flavopilosa - Frey, 1919
- D. flavopinicola - Wheeler, 1954
- D. flavopleuralis - Takada, Momma e Shima, 1973
- D. flexa - Loew, 1866
- D. flexipes - Hardy e Kaneshiro, 1968
- D. florae - Sturtevant, 1916
- D. flumenicola - Watabe e Peng, 1991
- D. fluminensis - Vilela e Bächli, 2004
- D. fluvialis - Toda e Peng, 1989
- D. fontdevilai - Vela e Rafael, 2001
- D. forficata - Hardy e Kaneshiro, 1979
- D. formella - Hardy e Kaneshiro, 1972
- D. formosana - Duda, 1926
- D. formosana - Sturtevant, 1927
- D. fraburu - Burla, 1954
- D. fragilis - Wheeler, 1949
- D. franii - Hunter, 1989
- D. freilejoni - Hunter, 1979
- D. freiremaiai - Vilela e Bächli, 2000
- D. freycinetiae - Hardy, 1965
- D. frolovae - Wheeler, 1949
- D. fronto - Walker, 1852
- D. frotapessoai - Vilela e Bächli, 1990
- D. fruhstorferi - Duda, 1924
- D. fulgida - Hardy e Kaneshiro in Hardy et al., 2001
- D. fulva - Watabe e Li in Watabe et al., 1993
- D. fulvalineata - Patterson e Wheeler, 1942
- D. fulvimacula - Patterson e Mainland, 1944
- D. fulvimaculoides - Wasserman e Wilson, 1957
- D. fumifera - Wheeler e Takada, 1964
- D. fumipennis - Duda, 1925
- D. fundita - Hardy, 1965
- D. fundomaculata - Duda, 1925
- D. funebris (Fabricius, 1787)
- D. fungiperda Hardy, 1966
- D. furcatarsus Hardy e Kaneshiro, 1979
- D. furva - Hardy, 1965
- D. furvifacies Hardy, 1965
- D. fusca - Coquillett, 1900
- D. fuscicostata - Okada, 1966
- D. fuscifrons - Hardy, 1965
- D. fuscipennis - Duda, 1927
- D. fuscoamoeba - Bryan, 1934
- D. fuscoapex - Hardy, 1965
- D. fuscolineata - Duda, 1925
- D. fusticula - Hardy, 1965
- D. fustiformis - Zhang e Liang, 1993
- D. fusus - Okada, 1988
- D. fuyamai - Toda, 1991
- D. gagne - Kam e Pereira in O'Grady et al., 2003
- D. gangotrii - Muniyappa e Reddy, 1981
- D. gani - Liang e Zhang in Watabe et al., 1990
- D. gapudi - Ruiz-Fiegalan, 2003
- D. gasici - Brncic, 1957
- D. gata - Lachaise e Chassagnard, 2001
- D. gaucha - Jaeger e Salzano, 1953
- D. gemmula - Hardy, 1965
- D. gentica - Wheeler e Takada in Wheeler et al., 1962
- D. gibberosa - Patterson e Mainland in Patterson, 1943
- D. gibbinsi - Aubertin, 1937
- D. gigas - Duda, 1925
- D. gilvilateralis - Hardy, 1965
- D. giriensis - Prakash e Reddy, 1977
- D. glabriapex - Hardy e Kaneshiro, 1968
- D. gladius - Magnacca e O'Grady, 2009
- D. gorokaensis - Okada e Carson, 1982
- D. goureaui - Hardy in Hardy e Kaneshiro, 1972
- D. gouveai - Tidon-Sklorz e Sene, 2001
- D. gradata - Hardy e Kaneshiro, 1968
- D. greeni - Bock e Wheeler, 1972
- D. greerae - Pipkin e Heed, 1964
- D. grimshawi - Oldenberg, 1914
- D. griseicollis - Becker, 1919
- D. griseolineata - Duda, 1927
- D. guacamaya - Bächli e Vilela, 2002
- D. guanche - Monclus, 1976
- D. guangdongensis - Toda e Peng, 1989
- D. guaraja - King, 1947
- D. guaru - Dobzhansky e Pavan, 1943
- D. guayllabambae - Rafael e Arcos, 1988
- D. gubleri - Hardy, 1966
- D. gundensis - Prakash e Reddy, 1977
- D. gunungcola - Sultana, Kimura, e Toda, 1999
- D. guptai - Dwivedi, 1979
- D. guttifera - Walker, 1849
- D. gymnobasis - Hardy e Kaneshiro, 1971
- D. gymnophallus - Hardy e Kaneshiro, 1975
- D. halapepe - Magnacca e O'Grady, 2008
- D. haleakalae - Grimshaw, 1901
- D. hamatofila - Patterson e Wheeler, 1942
- D. hamifera - Hardy e Kaneshiro, 1968
- D. hanaulae - Hardy, 1969
- D. hansoni - Pipkin, 1964
- D. hansonioides - Pipkin, 1966
- D. hawaiiensis - Grimshaw, 1901
- D. heedi - Hardy e Kaneshiro, 1971
- D. hei - Watabe e Peng, 1991
- D. helvetica - Burla, 1948
- D. hemianthrax - Hardy e Kaneshiro in Hardy et al., 2001
- D. hemipeza - ardy, 1965
- D. hendeli - Vilela e Bächli, 1990
- D. hermioneae - Vilela, 1983
- D. heterobristalis - Tan, Hsu e Sheng, 1949
- D. heteroneura - erkins, 1910
- D. hexachaetae - Hardy, 1965
- D. hexaspina - Singh, Dash e Fartyal, 2004
- D. hexastigma - Patterson e Mainland, 1944
- D. hexastriata - Tan, Hsu e Sheng, 1949
- D. hirticoxa - Hardy, 1965
- D. hirtipalpus - Hardy e Kaneshiro, 1968
- D. hirtipes - Lamb, 1914
- D. hirtitarsus - Hardy, 1965
- D. hirtitibia - Hardy, 1965
- D. histrio - Meigen, 1830
- D. hollisae - Vilela e Pereira, 1992
- D. hoozani - Duda, 1923
- D. huancavilcae - Rafael e Arcos, 1989
- D. huangshanensis - Watabe in Brake e Bachli, 2008
- D. huayla - Suyo, Pilares e Vasquez, 1988
- D. huaylasi - Pla e Fontdevila in Fontdevila et al., 1990
- D. hubeiensis - Sperlich e Watabe in Watabe e Sperlich, 1997
- D. huckinsi - Etges e Heed in Etges et al., 2001
- D. huichole - Etges e Heed in Etges at al., 2001
- D. huilliche - Brncic, 1957
- D. humeralis - Grimshaw, 1901
- D. hyalipennis - Duda, 1927
- D. hydei - Sturtevant, 1921
- D. hydroessa - Bächli e Tsacas, 2005
- D. hyperpolychaeta - Okada, 1988
- D. hypocausta - Osten Sacken, 1882
- D. hypomelana - Okada e Carson, 1983
- D. hystricosa - Hardy e Kaneshiro, 1969
- D. ichinosei - Zhang e Toda in Zhang, Toda e Watabe, 1995
- D. ichubamba - Vela e Rafael, 2005
- D. icteroscuta - Wheeler, 1949
- D. ifestia - Tsacas, 1984
- D. iki - Bryan, 1934
- D. illata - Walker, 1860
- D. illota - Williston, 1896
- D. illusiopolita - Hardy, 1965
- D. imaii - Moriwaki e Okada in Moriwaki et al., 1967
- D. imitator - Hardy, 1965
- D. immacularis - Okada, 1966
- D. immigrans - Sturtevant, 1921
- D. imparisetae - Hardy, 1965
- D. improcera - Hardy, 1965
- D. impudica - Duda, 1927
- D. inca - Dobzhansky e Pavan, 1943
- D. inciliata - Hardy e Kaneshiro, 1968
- D. incognita - Hardy, 1965
- D. incompleta - Hardy, 1965
- D. incompta - Wheeler e Takada in Wheeler et al., 1962
- D. incongruens - Magnacca e O'Grady, 2009
- D. inebria - Kam e Pereira in O'Grady et al., 2003
- D. inedita - Hardy, 1965
- D. inexspectata - Tsacas, 1988
- D. infuscata - Grimshaw, 1901
- D. ingens - Hardy e Kaneshiro, 1971
- D. ingrata - Haliday, 1833
- D. ingrica - Hackman, 1957
- D. innubila - Spencer in Patterson, 1943
- D. inopinata - Lachaise e Chassagnard, 2002
- D. insignita - Hardy, 1965
- D. insularis - Dobzhansky in Dobzhansky et al., 1957
- D. involuta - Hardy, 1965
- D. iroko - Burla, 1954
- D. ironensis - Bock e Parsons, 1978
- D. ischnotrix - Hardy, 1965
- D. ivai - Vilela, 1983
- D. jagri - Prakash e Reddy, 1979
- D. jambulina - Parshad e Paika, 1964
- D. johnstonae - Pipkin e Heed, 1964
- D. joycei - Hardy, 1965
- D. jucunda - Lamb, 1914
- D. kahania - Magnacca e O'Grady, 2008
- D. kallima - Wheeler, 1957
- D. kambysellisi - Hardy e Kaneshiro, 1969
- D. kanaka - Tsacas, 1988
- D. kanapiae - Bock e Wheeler, 1972
- D. kanekoi - Watabe e Higuchi, 1979
- D. kaneshiroi - Hardy, 1977
- D. karakasa - Watabe e Liang in Watabe et al.,1990
- D. kashmirensis - Kumar e Gupta, 1985
- D. kauaiensis - Magnacca e O'Grady, 2008
- D. kauluai - Bryan, 1934
- D. kepulauana - Wheeler in Wilson et al., 1969
- D. kerteszina - Duda, 1925
- D. khansuensis - Singh, Dash e Fartyal, 2004
- D. khaoyana - Bock e Wheeler, 1972
- D. kikkawai - Burla, 1954
- D. kilalaeleele - Lapoint, Magnacca e O'Grady, 2009
- D. kilimanjarica - Lachaise e Chassagnard, 2001
- D. kinabaluana - Takada, Momma e Shima, 1973
- D. kitagawai - Toda, 1986
- D. kitumensis - Tsacas in Tsacas et al., 1985
- D. kivuensis - Tsacas, 1980
- D. koepferae - Fontdevila e Wasserman in Fontdevila et al., 1988
- D. kohkoa - Wheeler in Wilson et al., 1969
- D. kokeensis - Hardy, 1966
- D. komohana - Magnacca e O'Grady, 2009
- D. konaensis - Magnacca e O'Grady, 2008
- D. korefae - Vela e Rafael, 2004
- D. kraussi - Hardy, 1965
- D. krimbasi - Tsacas in Tsacas et al., 1985
- D. krugi - Pavan e Breuer, 1954
- D. kualapa - Magnacca e O'Grady, 2008
- D. kualii - Magnacca e O'Grady, 2009
- D. kuhao - Magnacca e O'Grady, 2008
- D. kulango - Burla, 1954
- D. kulouriensis - Fartyal e Singh in Brake e Bachli, 2008
- D. kulouriensis - Fartyal e Singh, 2007
- D. kulouriensis - Fartyal e Singh, 2007
- D. kuntzei - Duda, 1924
- D. kuoni - Burla, 1954
- D. kurseongensis - Gupta e Singh, 1977
- D. kweichowensis - Tan, Hsu e Sheng, 1949
- D. lacertosa - Okada, 1956
- D. lachaisei - Tsacas, 1984
- D. lacicola - Patterson, 1944
- D. laciniosa - Hardy, 1965
- D. lacteicornis - Okada, 1965
- D. lamellitarsis - Duda, 1936
- D. lamottei - Tsacas, 1980
- D. lanaiensis - Grimshaw, 1901
- D. larifuga - Hardy, 1965
- D. lasiopoda - Hardy e Kaneshiro, 1975
- D. latebuccata - Duda, 1927
- D. latecarinata - Duda, 1927
- D. latifrons - Adams, 1905
- D. latifshahi - Gupta e Ray-Chaudhuri, 1970
- D. latigena - Hardy, 1965
- D. latipaenula - Okada e Carson, 1982
- D. lauoho - Magnacca e O'Grady, 2008
- D. lauta - Wheeler e Takada in Wheeler et al., 1962
- D. lelolua - Magnacca e O'Grady, 2009
- D. lemniscata - Hardy, 1965
- D. leoni - Pipkin, 1964
- D. leonis - Patterson e Wheeler, 1942
- D. leontia - Tsacas e David, 1977
- D. lepidobregma - Hardy, 1965
- D. leticiae - Pipkin, 1967
- D. leukorrhyna - Pipkin, 1964
- D. levii - Tsacas, 1988
- D. liae - Toda e Peng, 1989
- D. libellulosa - Tsacas e Legrand, 1979
- D. lichuanensis - Zhang e Liang, 1995
- D. limbata - von Roser, 1840
- D. limbinervis - Duda, 1925
- D. limbiventris - Duda, 1925
- D. limensis - Pavan e Patterson in Pavan e da Cunha, 1947
- D. limingi - Gao, Watabe, Toda, Zhang e Aotsuka, 2003
- D. limitata - Hardy e Kaneshiro, 1968
- D. lindae - Wheeler, 1968
- D. linearepleta - Patterson e Wheeler, 1942
- D. linearidentata - Toda, 1986
- D. linearis - Walker, 1852
- D. lineata - van der Wulp, 1881
- D. lineolata - de Meijere, 1914
- D. lineosetae - Hardy e Kaneshiro, 1968
- D. lini - Bock e Wheeler, 1972
- D. liophallus - Hardy e Kaneshiro, 1968
- D. lissodora - Hardy e Kaneshiro in Hardy et al., 2001
- D. littoralis - Meigen, 1830
- D. liui - Chen, 1988
- D. lividinervis - Duda, 1923
- D. lobatopalpus - Kam e Pereira in O'Grady et al., 2003
- D. loewi - Vilela e Bächli, 2000
- D. loiciana - Tsacas e Chassagnard, 2000
- D. longicornis - Patterson e Wheeler, 1942
- D. longicrinis - Lachaise e Chassagnard, 2002
- D. longifrons - Duda, 1923
- D. longipalpus - Magnacca e O'Grady, 2008
- D. longipectinata - Takada, Momma e Shima, 1973
- D. longiperda - Kambysellis, 1993
- D. longiserrata - Toda, 1988
- D. longiseta - Grimshaw, 1901
- D. longisetae - Zhang, Lin e Gan, 1990
- D. longissima - Okada e Carson, 1983
- D. longitarsis - Duda, 1931
- D. lowei - Heed, Crumpacker e Ehrman, 1968
- D. lucipennis - Lin in Bock e Wheeler, 1972
- D. lugubripennis - Duda, 1927
- D. luguensis - Gao, Watabe, Toda, Zhang e Aotsuka, 2003
- D. luisserrai - Vilela e Bächli, 2002
- D. lummei - Hackman, 1972
- D. lusaltans - Magalhaes, 1962
- D. luteola - Hardy, 1965
- D. lutescens - Okada, 1975
- D. lutzii - Sturtevant, 1916
- D. machachensis - Vela e Rafael, 2001
- D. macquarti - Wheeler, 1981
- D. macrochaetae - Hardy, 1965
- D. macropolia - Patterson e Mainland, 1944
- D. macroptera - Patterson e Wheeler, 1942
- D. macrospina - Stalker e Spencer, 1939
- D. macrothrix - Hardy e Kaneshiro, 1968
- D. maculifrons - Duda, 1927
- D. maculinotata - Okada, 1956
- D. madeirensis - Monclus, 1984
- D. madikerii - Muniyappa e Reddy, 1981
- D. maemae - Kam e Pereira in O'Grady et al., 2003
- D. magalhaesi - Mourao e Bicudo, 1967
- D. maggulae - Gupta e Sundaran, 1990
- D. magnabadia - Patterson e Mainland in Patterson, 1943
- D. magnaquinaria - Wheeler, 1954
- D. magnimacula - Hardy, 1965
- D. magnipalpa - Hardy, 1965
- D. mahui - Magnacca e O'Grady, 2008
- D. mainlandi - Patterson, 1943
- D. majtoi - Ruiz-Fiegalan, 2003
- D. makawao - Magnacca e O'Grady, 2008
- D. malagassya - Tsacas e Rafael, 1982
- D. malayana - (Takada, 1976)
- D. malele - Magnacca e O'Grady, 2008
- D. malerkotliana - Parshad e Paika, 1964
- D. mambilla - Tsacas, 1980
- D. mandibulata - Magnacca e O'Grady, 2009
- D. mangabeirai - Malogolowkin, 1951
- D. mapiriensis - Vilela e Bächli, 1990
- D. maracaya - Wheeler, 1957
- D. margarita - Hunter, 1979
- D. mariaehelenae - Vilela, 1984
- D. mariettae - Vilela, 1983
- D. martensis - Wasserman e Wilson, 1957
- D. maryensis - Gupta e Dwivedi, 1980
- D. matae - Tsacas, 1980
- D. mathisi - Vilela, 1983
- D. matileana - Tsacas, 2002
- D. matilei - Tsacas, 1974
- D. mauritiana - Tsacas e David, 1974
- D. mawaena - Magnacca e O'Grady, 2008
- D. maya - Heed e O'Grady, 2000
- D. mayaguana - Vilela, 1983
- D. mayri - Mather e Dobzhansky, 1962
- D. mcclintockae - Pipkin, 1964
- D. mecocnemia - Hardy, 1965
- D. medialis - Hardy, 1966
- D. mediana - Hardy, 1965
- D. mediobandes - Dwivedi e Gupta, 1980
- D. medioconstricta - Watabe, Zhang e Gan in Watabe et al., 1990
- D. mediocris - Frota-Pessoa, 1954
- D. mediodelta - Heed e Wheeler, 1957
- D. mediodiffusa - Heed e Wheeler, 1957
- D. medioimpressa - Frota-Pessoa, 1954
- D. medioobscurata - Duda, 1925
- D. medioparva - Heed e Wheeler, 1957
- D. mediopicta - Frota-Pessoa, 1954
- D. mediopictoides - Heed e Wheeler, 1957
- D. mediopunctata - Dobzhansky e Pavan, 1943
- D. mediosignata - Dobzhansky e Pavan, 1943
- D. mediostriata - Duda, 1925
- D. mediovittata - Frota-Pessoa, 1954
- D. megalagitans - Wheeler e Magalhaes, 1962
- D. megapyga - Tsacas, 1981
- D. megaspis - Bezzi, 1908
- D. megasticta - Hardy, 1965
- D. meitanensis - Tan, Hsu e Sheng, 1949
- D. melanica - Sturtevant, 1916
- D. melanissima - Sturtevant, 1916
- D. melanocephala - ardy, 1966
- D. melanogaster - Meigen, 1830
- D. melanoloma - Hardy, 1965
- D. melanopedis - Hardy, 1965
- D. melanoptera - Duda, 1927
- D. melanosoma - Grimshaw, 1901
- D. melanura - Miller, 1944
- D. melina - Wheeler, 1962
- D. mellea - Becker, 1919
- D. mercatorum - Patterson e Wheeler, 1942
- D. meridiana - Patterson e Wheeler, 1942
- D. meridionalis - Wasserman, 1962
- D. merina - Tsacas in Lemeunier et al., 1997
- D. merzi - Vilela e Bächli, 2002
- D. mesophragmatica - Duda, 1927
- D. mesostigma - Frota-Pessoa, 1954
- D. metasetigerata - Gupta e Kumar, 1986
- D. mettleri - Heed, 1977
- D. metzii - Sturtevant, 1921
- D. mexicana - Macquart, 1843
- D. microdenticulata - Panigrahy e Gupta, 1983
- D. microlabis - Seguy, 1938
- D. micromelanica - Patterson in Sturtevant e Novitski, 1941
- D. micromettleri - Heed, 1989
- D. micromyia - Hardy e Kaneshiro, 1975
- D. micropectinata - Takada e Momma, 1975
- D. microralis - Tsacas in Tsacas e Lachaise, 1981
- D. milleri - Magalhaes, 1962
- D. milolii - Magnacca e O'Grady, 2008
- D. mimetica - Bock e Wheeler, 1972
- D. mimica - Hardy, 1965
- D. mimiconformis - Hardy, 1965
- D. mimiconfutata - Hardy, 1965
- D. minangkabau - Zhang e Toda in Zhang, Toda e Watabe, 1995
- D. minuta - Walker, 1852
- D. miranda - Dobzhansky, 1935
- D. mitchelli - Hardy, 1965
- D. mitis - Curran, 1936
- D. mojavensis - Patterson in Patterson e Crow, 1940
- D. moju - Pavan, 1950
- D. mojuoides - Wasserman, 1962
- D. molokaiensis - Grimshaw, 1901
- D. momortica - Graber, 1957
- D. monieri - McEvey e Tsacas in McEvey et al., 1987
- D. monochaeta - Sturtevant, 1927
- D. monocolor - Wheeler, 1981
- D. montana - Patterson e Wheeler, 1942
- D. montgomeryi - Hardy e Kaneshiro, 1971
- D. montium - de Meijere, 1916
- D. morelia - Vilela e Bächli, 2004
- D. morena - Frota-Pessoa, 1954
- D. moriwakii - Okada e Kurokawa, 1957
- D. mucunae - Okada e Carson, 1982
- D. mukteshwarensis - Joshi, Fartyal e Singh, 2005
- D. mulleri - Sturtevant, 1921
- D. mulli - Perreira e Kaneshiro, 1991
- D. multiciliata - Hardy e Kaneshiro in Hardy et al., 2001
- D. multidentata - Watabe e Zhang in Watabe et al., 1990
- D. multispina - Okada, 1956
- D. munda - Spencer, 1942
- D. murphyi - Hardy e Kaneshiro, 1969
- D. musae - Hardy, 1965
- D. musaphilia - Hardy, 1965
- D. mutica - Toda, 1988
- D. myamaungi - Toda, 1991
- D. mycethophila - Goureau, 1865
- D. mysorensis - Reddy e Krishnamurthy, 1970
- D. nagarholensis - Prakash e Reddy, 1980
- D. nainitalensis - Singh e Bhatt, 1988
- D. nakanoi - Zhang e Toda in Zhang, Toda e Watabe, 1995
- D. nalomano - Magnacca e O'Grady, 2009
- D. nanella - Hardy, 1965
- D. nannoptera - Wheeler, 1949
- D. nappae - Vilela, Valente e Basso-da-Silva, 2004
- D. narragansett - Sturtevant e Dobzhansky, 1936
- D. nasuta - Lamb, 1914
- D. nasutoides - Okada, 1964
- D. natasha - Gornostayev, 1992
- D. navojoa - Ruiz, Heed e Wasserman in Ruiz et al., 1990
- D. nebulosa - Sturtevant, 1916
- D. neoalagitans - Wheeler e Magalhaes, 1962
- D. neobaimai - Singh e Dash, 1998
- D. neobusckii - Toda, 1986
- D. neocardini - Streisinger, 1946
- D. neochracea - Wheeler, 1959
- D. neoclavisetae - Perreira e Kaneshiro, 1991
- D. neocordata - Magalhaes, 1956
- D. neoelegans - Gupta e Singh, 1977
- D. neoelliptica - Pavan e Magalhaes in Pavan, 1950
- D. neogata - Lachaise e Chassagnard, 2001
- D. neogrimshawi - Hardy e Kaneshiro, 1968
- D. neoguaramunu - Frydenberg, 1956
- D. neohydei - Wasserman, 1962
- D. neohypocausta - Lin e Wheeler in Lin e Tseng, 1973
- D. neoimmigrans - Gai e Krishnamurthy, 1982
- D. neokadai - Kaneko e Takada, 1966
- D. neokhaoyana - Singh e Dash, 1998
- D. neokuntzei - Singh e Gupta, 1981
- D. neolacteicornis - Hegde e Krishna in Hegde et al., 1999
- D. neomitra - Chassagnard e Tsacas in Chassagnard et al., 1997
- D. neomorpha - Heed e Wheeler, 1957
- D. neonasuta - Sajjan e Krishnamurthy, 1972
- D. neoperkinsi - Hardy e Kaneshiro, 1968
- D. neopicta - Hardy e Kaneshiro, 1968
- D. neorepleta - Patterson e Wheeler, 1942
- D. neosaltans - Pavan e Magalhaes in Pavan, 1950
- D. neosignata - Kumar e Gupta, 1988
- D. neotestacea - Grimaldi, James e Jaenike, 1992
- D. neotrapezifrons - Ranganath, Krishnamurthy e Hegde, 1983
- D. nepalensis - Okada, 1955
- D. nesiota - Wheeler e Takada in Wheeler et al., 1962
- D. nesoetes - Bock e Wheeler, 1972
- D. neutralis - Hardy, 1965
- D. ngemba - Tsacas, 1980
- D. nigella - Hardy, 1965
- D. nigra - Grimshaw, 1901
- D. nigrasplendens - Pipkin, 1964
- D. nigrialata - Takada, Momma e Shima, 1973
- D. nigribasis - Hardy, 1969
- D. nigriceps - Meigen, 1838
- D. nigricincta - Frota-Pessoa, 1954
- D. nigricruria - Patterson e Mainland in Patterson, 1943
- D. nigriculter - Okada, 1988
- D. nigridentata - Watabe, Toda e Peng in Zhang, Toda e Watabe, 1995
- D. nigrifemur - Duda, 1927
- D. nigrilineata - Angus, 1967
- D. nigripalpus - Hardy, 1965
- D. nigritarsus - Hardy, 1965
- D. nigrocirrus - Hardy, 1965
- D. nigrodigita - (Lin e Ting, 1971)
- D. nigrodumosa - Wasserman e Fontdevila in Fontdevila et al., 1990
- D. nigrodunni - Heed e Wheeler, 1957
- D. nigrohydei - Patterson e Wheeler, 1942
- D. nigromaculata - Kikkawa e Peng, 1938
- D. nigromelanica - Patterson e Wheeler, 1942
- D. nigropleuralis - Takada, Momma e Shima, 1973
- D. nigropolita - Hardy, 1965
- D. nigrosaltans - Magalhaes, 1962
- D. nigrosparsa - Strobl, 1898
- D. nigrospiracula - Patterson e Wheeler, 1942
- D. nikananu - Burla, 1954
- D. ninarumi - Vela e Rafael, 2005
- D. nitida - Tsacas e Chassagnard, 1994
- D. nitidapex - Bigot, 1891
- D. niveifrons - Okada e Carson, 1982
- D. nixifrons - Tan, Hsu e Sheng, 1949
- D. nodosa - Duda, 1926
- D. notostriata - Okada, 1966
- D. novamexicana - Patterson, 1941
- D. novaspinofera - Gupta e Singh, 1979
- D. novazonata - Gupta e Dwivedi, 1980
- D. novemaristata - Dobzhansky e Pavan, 1943
- D. novitskii - Sulerud e Miller, 1966
- D. nubiluna - Wheeler, 1949
- D. nullilineata - Zhang e Toda, 1988
- D. nutrita - Duda, 1935
- D. nyinyii - Toda, 1991
- D. oahuensis - rimshaw, 1901
- D. obatai - Hardy e Kaneshiro, 1972
- D. obscura - Fallen, 1823
- D. obscurata - de Meijere, 1911
- D. obscuricolor - Duda, 1927
- D. obscurinervis - Toda, 1986
- D. obscuripes - rimshaw, 1901
- D. ocampoae - Ruiz-Fiegalan, 2003
- D. occidentalis - Spencer, 1942
- D. ocellata - Hardy e Kaneshiro, 1969
- D. ochracea - Grimshaw, 1901
- D. ochrifrons - Duda, 1924
- D. ochrobasis - Hardy e Kaneshiro, 1968
- D. ochrogaster - Chassagnard in Chassagnard e Groseille, 1992
- D. ochropleura - Hardy e Kaneshiro in Hardy et al., 2001
- D. odontophallus - Hardy e Kaneshiro, 1968
- D. ogradi - Vela e Rafael, 2004
- D. ogumai - Zannat e Toda, 2002
- D. ohnishii - Zannat e Toda, 2002
- D. okadai - Takada, 1959
- D. okala - Magnacca e O'Grady, 2008
- D. olaae - Grimshaw, 1901
- D. omnivora - Magnacca e O'Grady, 2009
- D. onca - Dobzhansky e Pavan, 1943
- D. onychophora - Duda, 1927
- D. ophthalmitis - Tsacas, 2007
- D. orascopa - Magnacca e O'Grady, 2009
- D. oreas - Hardy, 1965
- D. oreia - Tsacas, 1980
- D. orena - Tsacas e David, 1978
- D. orestes - Hardy, 1965
- D. oribatis - Tsacas, 1980
- D. orientacea - Grimaldi, James e Jaenike, 1992
- D. oritisa - Chen, 1990
- D. orkui - Brncic e Koref-Santibanez, 1957
- D. ornata - Meigen, 1830
- D. ornata - Hardy e Kaneshiro, 1969
- D. ornatifrons - Duda, 1927
- D. ornatipennis - Williston, 1896
- D. orosa - Bock e Wheeler, 1972
- D. orphnaea - Tsacas, 2001
- D. orphnopeza - Hardy e Kaneshiro, 1968
- D. orthofascia - Hardy e Kaneshiro, 1968
- D. orthoptera - Hardy, 1965
- D. oshimai - Choo e Nakamura, 1973
- D. othoni - Pipkin, 1964
- D. ovilongata - Gupta e Gupta, 1991
- D. pachea - Patterson e Wheeler, 1942
- D. pachneissa - Tsacas, 2002
- D. pachuca - Wasserman, 1962
- D. padangensis - Zhang e Toda in Zhang, Toda e Watabe, 1995
- D. paenehamifera - Hardy e Kaneshiro, 1969
- D. pagliolii - Cordeiro, 1963
- D. pagoda - Toda, 1988
- D. paharpaniensis - Singh, Dash e Fartyal, 2004
- D. painii - Singh e Negi, 1995
- D. pallidifrons - Wheeler in Wilson et al., 1969
- D. pallidipennis - Dobzhansky e Pavan, 1943
- D. pallidosa - Bock e Wheeler, 1972
- D. pallipes - Dufour, 1846
- D. palmata - Takada, Momma e Shima, 1973
- D. palniensis - Hegde e Shakunthala in Hegde et al., 1999
- D. palustris - Spencer, 1942
- D. panamensis - Malloch, 1926
- D. panina - Magnacca e O'Grady, 2008
- D. panoanoa - Magnacca e O'Grady, 2008
- D. papaalai - Magnacca e O'Grady, 2008
- D. papala - Magnacca e O'Grady, 2008
- D. papei - Bächli e Vilela, 2002
- D. papilla - Zhang e Shi in Zhang e Toda, 1992
- D. paraanthrax - Hardy e Kaneshiro in Hardy et al., 2001
- D. parabipectinata - Bock, 1971
- D. parabocainensis - Carson, 1954
- D. paracanalinea - Wheeler, 1957
- D. parachrogaster - Patterson e Mainland in Patterson, 1943
- D. paracracens - Hardy e Kaneshiro, 1979
- D. paragata - Lachaise e Chassagnard, 2001
- D. paraguayensis - Duda, 1927
- D. paraguttata - Thompson in Wheeler, 1957
- D. paraimmigrans - Gai e Krishnamurthy, 1986
- D. parakuntzei - Okada, 1973
- D. paralongifera - Gupta e Singh, 1981
- D. paralutea - Bock e Wheeler, 1972
- D. paramarginata - Singh, Dash e Fartyal, 2004
- D. paramediostriata - Townsend e Wheeler, 1955
- D. paramelanica - Patterson, 1943
- D. paramelanica - Griffen, 1942
- D. paramelanica - Patterson, 1942
- D. paranaensis - Barros, 1950
- D. parannularis - Vilela e Bächli, 1990
- D. parapallidosa - Tobari, in Matsuda e Tobari, 2009
- D. parasaltans - Magalhaes, 1956
- D. parasignata - Takada, Momma e Shima, 1973
- D. paratarsata - Vilela, 1985
- D. paraviaristata - Takada, Momma e Shima, 1973
- D. paravibrissina - Duda, 1924
- D. parazonata - Gupta e Dwivedi, 1980
- D. parisiena - Heed e Grimaldi, 1991
- D. parthenogenetica - Stalker, 1953
- D. parviprocessata - Toda, 1986
- D. parvula - Bock e Wheeler, 1972
- D. pasochoensis - Vela e Rafael, 2001
- D. patacorona - Vela e Rafael, 2005
- D. paucicilia - Hardy e Kaneshiro, 1971
- D. paucilineata - Burla, 1957
- D. paucipuncta - Grimshaw, 1901
- D. paucitarsus - Hardy e Kaneshiro, 1979
- D. paucula - Hardy, 1965
- D. pauliceia - Ratcov e Vilela, 2007
- D. paulistorum - Dobzhansky e Pavan in Burla et al., 1949
- D. paunii - Singh e Negi, 1989
- D. pavani - Brncic, 1957
- D. pavlovskiana - Kastritsis e Dobzhansky, 1967
- D. pectinifera - Wheeler e Takada, 1964
- D. pectinitarsus - Hardy, 1965
- D. pedroi - Vilela, 1984
- D. pegasa - Wasserman, 1962
- D. pellewae - Pipkin e Heed, 1964
- D. peloristoma - Magnacca e O'Grady, 2009
- D. penicillipennis - Takada, Momma e Shima, 1973
- D. peniculipedis - Hardy, 1965
- D. penidentata - Singh e Gupta, 1981
- D. peninsularis - Patterson e Wheeler, 1942
- D. penispina - Gupta e Singh, 1979
- D. pennae - Bock e Wheeler, 1972
- D. penniclubata - Singh e Gupta, 1981
- D. pentafuscata - Gupta e Kumar, 1986
- D. pentaspina - Parshad e Duggal, 1966
- D. pentastriata - Okada, 1966
- D. percnosoma - Hardy, 1965
- D. pereirai - Takada, Momma e Shima, 1973
- D. periquito - Bächli e Vilela, 2002
- D. perissopoda - Hardy, 1965
- D. perlucida - Zhang e Liang, 1995
- D. perrisi - Wheeler e Hamilton, 1972
- D. persicae - Bock e Parsons, 1978
- D. persimilis - Dobzhansky e Epling, 1944
- D. peruensis - group Ratcov e Vilela, 2007
- D. peruensis - Wheeler, 1959
- D. peruviana - Duda, 1927
- D. petalopeza - Hardy, 1965
- D. petitae - Tsacas in Tsacas e Lachaise, 1981
- D. phaeopleura - Bock e Wheeler, 1972
- D. phalerata - Meigen, 1830
- D. phyale - Tsacas, 1981
- D. picea - Hardy, 1978
- D. pichinchana - Vela e Rafael, 2004
- D. picta - Zetterstedt, 1847
- D. picticornis - Grimshaw, 1901
- D. pictifrons - Duda, 1927
- D. pictilis - Wasserman, 1962
- D. pictura - Wasserman, 1962
- D. pilacrinis - Lachaise e Chassagnard, 2002
- D. pilaresae - Vela e Rafael, 2001
- D. pilatisetae - Hardy e Kaneshiro, 1968
- D. pilimana - Grimshaw, 1901
- D. pilocornuta - Lachaise e Chassagnard, 2001
- D. pilosa - Watabe e Peng, 1991
- D. pinicola - Sturtevant, 1942
- D. pinnitarsus - Bock, 1976
- D. piratininga - Ratcov e Vilela, 2007
- D. pisonia - Hardy e Kaneshiro, 1971
- D. pittieri - Bächli e Vilela, 2002
- D. plagiata - Bezzi, 1908
- D. planitibia - ardy, 1966
- D. platitarsus - Frota-Pessoa, 1954
- D. plumosa - Grimshaw, 1901
- D. pohaka - Magnacca e O'Grady, 2008
- D. poinari - Grimaldi, 1987
- D. polita - Grimshaw, 1901
- D. polliciforma - Hardy, 1965
- D. pollinospadix - Patterson e Mainland, 1944
- D. polychaeta - Patterson e Wheeler, 1942
- D. polymorpha - Dobzhansky e Pavan, 1943
- D. ponderosa - Patterson e Mainland in Patterson, 1943
- D. ponera - Tsacas e David, 1975
- D. poonia - Magnacca e O'Grady, 2008
- D. popayan - Vilela e Bächli, 2004
- D. populi - Wheeler e Throckmorton, 1961
- D. potamophila - Toda e Peng, 1989
- D. praesutilis - Hardy, 1965
- D. prashadi - Brunetti, 1923
- D. preapicula - Hardy, 1965
- D. pretiosa - Hardy, 1965
- D. primaeva - Hardy e Kaneshiro, 1968
- D. procardinoides - Frydenberg, 1956
- D. proceriseta - Hardy, 1965
- D. prodispar - Parsons e Bock in Bock, 1982
- D. prodita - Hardy, 1965
- D. progastor - Bock, 1976
- D. prolaticilia - Hardy, 1965
- D. prolixa - Hardy, 1965
- D. prolongata - Singh e Gupta, 1978
- D. promeridiana - Wasserman, 1962
- D. prominens - Hardy, 1965
- D. propachuca - Wasserman, 1962
- D. propiofacies - Hardy, 1965
- D. prorepleta - Duda, 1925
- D. prosaltans - Duda, 1927
- D. prosimilis - Duda, 1927
- D. prostipennis - Lin in Bock e Wheeler, 1972
- D. prostopalpis - Hardy e Kaneshiro, 1968
- D. pruinifacies - Frota-Pessoa, 1954
- D. pruinosa - Duda, 1940
- D. pseudoananassae - Bock, 1971
- D. pseudoargentostriata - Wheeler, 1981
- D. pseudobaimaii - Takada, Momma e Shima, 1973
- D. pseudobocainensis - Wheeler e Magalhaes, 1962
- D. pseudodenticulata - Takada e Momma, 1975
- D. pseudomayri - Baimai, 1970
- D. pseudoobscura - Frolova in Frolova e Astaurov, 1929
- D. pseudorepleta - Vilela e Bächli, 1990
- D. pseudosaltans - Magalhaes, 1956
- D. pseudosordidula - Kaneko, Tokumitsu e Takada, 1964
- D. pseudotakahashii - Mather, 1957
- D. pseudotalamancana - Pereira e Vilela, 1987
- D. pseudotetrachaeta - Angus, 1967
- D. psilophallus - Hardy e Kaneshiro, 1971
- D. psilotarsalis - Hardy e Kaneshiro, 1975
- D. pterocelis - Tsacas e Chassagnard, 1999
- D. pugyu - Vela e Rafael, 2005
- D. pulaua - Wheeler in Wilson et al.,1969
- D. pulchella - Sturtevant, 1916
- D. pulchrella - Tan, Hsu e Sheng, 1949
- D. pullata - Tan, Hsu e Sheng, 1949
- D. pullipes - Hardy e Kaneshiro, 1972
- D. pulverea - Duda, 1927
- D. punalua - Bryan, 1934
- D. punctatipennis - Tsacas e David, 1975
- D. punctatonervosa - Frey, 1954
- D. punjabiensis - Parshad e Paika, 1964
- D. purpurea - Gupta e Sundaran, 1990
- D. putrida - Sturtevant, 1916
- D. pychnochaetae - Hardy, 1965
- D. pyo - Toda, 1991
- D. quadraria - Bock e Wheeler, 1972
- D. quadrilineata - de Meijere, 1911
- D. quadriseriata - Duda, 1924
- D. quadriserrata - Okada e Carson, 1982
- D. quadrisetae - Hardy, 1965
- D. quadrisetata - Takada, Beppu e Toda, 1979
- D. quadrum - (Wiedemann, 1830)
- D. quasianomalipes - Hardy, 1965
- D. quasiexpansa - Hardy, 1965
- D. quatrou - Tsacas, 1980
- D. querubimae - Vilela, 1983
- D. quillu - Vela e Rafael, 2005
- D. quinaria - Loew, 1866
- D. quinqueannulata - Frey, 1917
- D. quinqueramosa - Hardy e Kaneshiro in Hardy et al.,2001
- D. quinquestriata - Lin e Wheeler in Lin e Tseng, 1973
- D. quitensis - Vela e Rafael, 2004
- D. racemova - Patterson e Mainland, 1944
- D. ramamensis - Dwivedi, 1979
- D. ramsdeni - Sturtevant, 1916
- D. ranchograndensis - Bächli e Vilela, 2002
- D. reaumurii - Dufour, 1845
- D. recens - Wheeler, 1960
- D. rectangularis - Sturtevant, 1942
- D. recticilia - Hardy e Kaneshiro, 1968
- D. redunca - Hardy, 1965
- D. rellima - Wheeler, 1960
- D. repleta - Wollaston, 1858
- D. repletoides - Hsu, 1943
- D. reschae - Hardy e Kaneshiro, 1975
- D. residua - Hardy, 1965
- D. reticulata - Wheeler, 1957
- D. retnasabapathyi - Takada e Momma, 1975
- D. retrusa - Hardy, 1965
- D. reynoldsiae - Hardy e Kaneshiro, 1972
- D. rhombura - Okada e Carson, 1983
- D. rhopaloa - Bock e Wheeler, 1972
- D. richardsoni - Vilela, 1983
- D. ritae - Patterson e Wheeler, 1942
- D. robusta - Sturtevant, 1916
- D. roehrae - Pipkin e Heed, 1964
- D. rosinae - Vilela, 1983
- D. rostrata - Duda, 1925
- D. ruberrima - de Meijere, 1911
- D. ruberrimoides - Zhang e Gan, 1986
- D. rubida - Mather, 1960
- D. rubidifrons - Patterson e Mainland, 1944
- D. rubra - Sturtevant, 1927
- D. rubrifrons - Patterson e Wheeler, 1942
- D. rufa - Kikkawa e Peng, 1938
- D. ruizi - Ruiz-Fiegalan, 2004
- D. ruminahuii - Vela e Rafael, 2004
- D. rumipamba - Vela e Rafael, 2005
- D. runduloma - Vela e Rafael, 2005
- D. rustica - Hardy, 1965
- D. sabroskyi - Hardy, 1965
- D. sadleria - Bryan, 1938
- D. sahyadrii - Prakash e Reddy, 1979
- D. salpina - Chen, 1994
- D. saltans - Sturtevant, 1916
- D. sampa - Ratcov e Vilela, 2007
- D. sampagensis - Muniyappa e Reddy, 1980
- D. sannio - Gornostayev, 1991
- D. santomea - Lachaise e Harry in Lachaise et al.,2000
- D. saraswati - Singh e Dash, 1998
- D. sargakhetensis - Joshi, Fartyal e Singh, 2005
- D. sattalensis - Fartyal e Singh in Brake e Bachli, 2008
- D. sattalensis - Singh e Fartyal, 2007
- D. scaptomyzoptera - Duda, 1935
- D. schachti - Bächli, Vilela e Haring, 2002
- D. schildi - Malloch, 1924
- D. schineri - Pereira e Vilela, 1987
- D. schmidti - Duda, 1924
- D. scioptera - Duda, 1927
- D. scitula - Hardy, 1966
- D. scolostoma - Hardy, 1965
- D. scopata - Bock, 1976
- D. sechellia - Tsacas e Bächli, 1981
- D. seclusa - Hardy, 1965
- D. secunda - Maca, 1992
- D. seguyi - Smart, 1945
- D. seguyiana - Chassagnard e Tsacas in Chassagnard et al.,1997
- D. sejuncta - Hardy e Kaneshiro, 1968
- D. semialba - Duda, 1925
- D. semiatra - de Meijere, 1914
- D. semifuscata - Hardy, 1965
- D. seminole - Sturtevant e Dobzhansky, 1936
- D. semipruinosa - Tsacas, 2002
- D. senei - Vilela, 1983
- D. senilis - Duda, 1926
- D. senticosa - Zhang e Shi in Zhang, Toda e Watabe, 1995
- D. seorsa - Hardy, 1965
- D. septacoila - Gai e Krishnamurthy, 1984
- D. septentriosaltans - Magalhaes e Buck in Magalhaes, 1962
- D. serenensis - Brncic, 1957
- D. serido - Vilela e Sene, 1977
- D. seriema - Tidon-Sklorz e Sene, 1995
- D. serrata - Malloch, 1927
- D. serripaenula - Okada e Carson, 1982
- D. serrula - Tsacas, 1984
- D. serrulata - Zhang e Toda in Zhang, Toda e Watabe, 1995
- D. setapex - Patterson e Mainland, 1944
- D. setifemur - Malloch, 1924
- D. setiger - Grimshaw, 1901
- D. setipalpus - Hardy, 1965
- D. setitarsa - Gupta e Dwivedi, 1980
- D. setosifrons - Hardy e Kaneshiro, 1968
- D. setosimentum - Hardy e Kaneshiro, 1968
- D. setositibia - Hardy e Kaneshiro in Hardy et al.,2001
- D. setula - Heed e Wheeler, 1957
- D. sexlineata - Duda, 1940
- D. seyanii - Chassagnard e Tsacas in Chassagnard et al.,1997
- D. sharpi - Grimshaw, 1901
- D. shi - Zhang, 2000
- D. shuyu - Vela e Rafael, 2005
- D. shwezayana - Toda, 1986
- D. shyri - Vela e Rafael, 2004
- D. siamana - Hihara e Lin, 1984
- D. siamana - Ikeda et al.,1983
- D. siangensis - Kumar e Gupta, 1988
- D. sierrae - Ruiz-Fiegalan, 2003
- D. sigmoides - Loew, 1872
- D. signata - (Duda, 1923)
- D. sikkimensis - Gupta e Gupta, 1991
- D. silvarentis - Hardy e Kaneshiro, 1968
- D. silvata - de Meijere, 1916
- D. silvestris - erkins, 1910
- D. similis - Williston, 1896
- D. simulans - Sturtevant, 1919
- D. simulivora - Tsacas e Disney, 1974
- D. sinobscura - Watabe in Watabe et al.,1996
- D. sinuata - Bock, 1982
- D. sisa - Vela e Rafael, 2005
- D. smithersi - Bock, 1976
- D. sobrina - Hardy e Kaneshiro, 1971
- D. sodomae - Hardy e Kaneshiro, 1968
- D. sogo - Burla, 1954
- D. solennis - Walker, 1860
- D. solstitialis - Chen, 1994
- D. sonorae - Heed e Castrezana, 2008
- D. soonae - Takada e Yoon, 1989
- D. sordidapex - Grimshaw, 1901
- D. sordidula - Kikkawa e Peng, 1938
- D. spadicifrons - Patterson e Mainland, 1944
- D. spaniothrix - Hardy e Kaneshiro, 1968
- D. speciosa - da Silva e Martins, 2004
- D. spectabilis - Hardy, 1965
- D. spenceri - Patterson, 1943
- D. sphaerocera - Thomson, 1869
- D. spicula - Hardy, 1965
- D. spiethi - Hardy, 1966
- D. spinatermina - Heed e Wheeler, 1957
- D. spinula - Okada e Carson, 1982
- D. sproati - Hardy e Kaneshiro, 1968
- D. spuricurviceps - Zhang e Gan, 1986
- D. stalkeri - Wheeler, 1954
- D. starmeri - Wasserman, Koepfer e Ward, 1973
- D. statzi - Ashburner e Bächli, 2004
- D. stenoptera - Hardy, 1965
- D. stenotrichala - Lachaise e Chassagnard, 2002
- D. stephanosi - Tsacas, 2003
- D. sternopleuralis - Okada e Kurokawa, 1957
- D. sticta - Wheeler, 1957
- D. stictoptera - Tsacas e Chassagnard, 1999
- D. stigma - Hardy, 1977
- D. straubae - Heed e Grimaldi, 1991
- D. strigiventris - Duda, 1927
- D. sturtevanti - Duda, 1927
- D. subarctica - Hackman, 1969
- D. subauraria - Kimura, 1983
- D. subbadia - Patterson e Mainland in Patterson, 1943
- D. subelegans - Okada, 1988
- D. subfasciata - de Meijere, 1914
- D. subfunebris - Stalker e Spencer, 1939
- D. subinfumata - Duda, 1925
- D. submacroptera - Patterson e Mainland in Patterson, 1943
- D. subobscura - Collin in Gordon, 1936
- D. suboccidentalis - Spencer, 1942
- D. subopaca - Hardy e Kaneshiro in Hardy et al.,2001
- D. suborosa - Kumar e Gupta, 1992
- D. subpalustris - Spencer, 1942
- D. subpulchrella - Takamori e Watabe in Takamori, Watabe, Fuyama, Zhang e Aotsuka, 2006
- D. subsaltans - Magalhaes, 1956
- D. substenoptera - Hardy, 1969
- D. subviridis - Patterson e Mainland in Patterson, 1943
- D. succini - Grimaldi, 1987
- D. sucinea - Patterson e Mainland, 1944
- D. suffusca - Spencer in Patterson, 1943
- D. sui - Lin e Tseng, 1973
- D. sulfurigaster - (Duda, 1923)
- D. suni - Vela e Rafael, 2005
- D. surangensis - Singh, Dash e Fartyal, 2004
- D. surucucho - Vela e Rafael, 2005
- D. suturalis - Wheeler, 1957
- D. suzukii - (Matsumura, 1931)
- D. swezeyi - Hardy, 1965
- D. sycophaga - Tsacas in Tsacas e Lachaise, 1981
- D. sycophila - Tsacas in Tsacas e Lachaise, 1981
- D. sycovora - Tsacas in Tsacas e Lachaise, 1981
- D. synpanishi - Okada, 1964
- D. systenopeza - Hardy e Kaneshiro, 1979
- D. taekjuni - Kim e Joo, 2002
- D. taeniata - Hardy, 1965
- D. taiensis - Kumar e Gupta, 1988
- D. taipinsanensis - Lin e Tseng, 1973
- D. takahashii - Sturtevant, 1927
- D. talamancana - Wheeler, 1968
- D. talasica - Gornostayev, 1991
- D. tamashiroi - Hardy, 1965
- D. tani - Cheng e Okada, 1985
- D. tanorum - Okada, 1964
- D. tanytarsis - Hardy e Kaneshiro in Hardy et al.,2001
- D. tanythrix - Hardy, 1965
- D. taractica - Hardy, 1965
- D. tarphytrichia - Hardy, 1965
- D. tarsalis - Walker, 1852
- D. tarsata - Schiner, 1868
- D. taxohuaycu - Vela e Rafael, 2005
- D. teissieri - Tsacas, 1971
- D. tendomentum - Hardy, 1965
- D. tenebrosa - Spencer in Patterson, 1943
- D. tenuipes - (Walker, 1849)
- D. teratos - Bock, 1982
- D. testacea - von Roser, 1840
- D. testacens - Wheeler, 1981
- D. tetrachaeta - Angus, 1964
- D. tetradentata - Singh e Gupta, 1981
- D. tetraspilota - Hardy, 1965
- D. tetravittata - Takada e Momma, 1975
- D. thienemanni - Duda, 1931
- D. tibialis - Wheeler, 1957
- D. tibudu - Burla, 1954
- D. tjibodas - de Meijere, 1916
- D. tolteca - Patterson e Mainland, 1944
- D. tomasi - Vela e Rafael, 2001
- D. tongpua - Lin e Tseng, 1973
- D. torquata - Zhang e Toda in Zhang, Toda e Watabe, 1995
- D. torrei - Sturtevant, 1921
- D. torula - Hardy, 1965
- D. totonigra - Hardy, 1965
- D. touchardiae - Hardy e Kaneshiro, 1972
- D. toxacantha - Magnacca e O'Grady, 2009
- D. toxochaeta - Perreira e Kaneshiro, 1991
- D. toyohii - Lin e Tseng, 1972
- D. tranquilla - Spencer in Patterson, 1943
- D. transfuga - Hardy, 1965
- D. transversa - Fallen, 1823
- D. trapeza - Heed e Wheeler, 1957
- D. trapezifrons - Okada, 1966
- D. triangula - Wheeler, 1949
- D. triangulina - Duda, 1927
- D. triantilia - Okada, 1988
- D. triauraria - Bock e Wheeler, 1972
- D. trichaeta - Angus, 1967
- D. trichaetosa - Hardy, 1965
- D. trichala - Lachaise e Chassagnard, 2002
- D. trichiaspis - Duda, 1940
- D. tricombata - Singh e Gupta, 1977
- D. trifiloides - Wheeler, 1957
- D. trifilum - Frota-Pessoa, 1954
- D. trilimbata - Bezzi, 1928
- D. trilutea - Bock e Wheeler, 1972
- D. tripunctata - Loew, 1862
- D. trisetosa - Okada, 1966
- D. trispina - Wheeler, 1949
- D. tristani - Sturtevant, 1921
- D. tristipennis - Duda, 1924
- D. tristipes - Duda, 1924
- D. tristis - Fallen, 1823
- D. tristriata - Heed e Wheeler, 1957
- D. trizonata - Okada, 1966
- D. tropicalis - Burla e da Cunha in Burla et al.,1949
- D. truncata - Okada, 1964
- D. truncipenna - Hardy, 1965
- D. tsacasi - Bock e Wheeler, 1972
- D. tschirnhausi - Bächli e Vilela, 2002
- D. tsigana - Burla e Gloor, 1952
- D. tsukubaensis - Takamori e Okada, 1983
- D. tuchaua - Pavan, 1950
- D. tucumana - Vilela e Pereira, 1985
- D. turbata - Hardy e Kaneshiro, 1969
- D. tychaea - Tsacas in Tsacas e Lachaise, 1981
- D. umiumi - Magnacca e O'Grady, 2009
- D. ungarensis - de Meijere, 1911
- D. unguicula - Okada e Carson, 1983
- D. unicolor - (Walker, 1864)
- D. unicula - Hardy, 1965
- D. unimaculata - Strobl, 1893
- D. uninubes - Patterson e Mainland in Patterson, 1943
- D. unipectinata - Duda, 1924
- D. unipunctata - Patterson e Mainland in Patterson, 1943
- D. uniseriata - Hardy e Kaneshiro, 1968
- D. uniseta - Wasserman, Koepfer e Ward, 1973
- D. unispina - Okada, 1956
- D. upoluae - Malloch, 1934
- D. urcu - Vela e Rafael, 2005
- D. urubamba - Vilela e Pereira, 1993
- D. ustulata - de Meijere, 1908
- D. valenciai - Vela e Rafael, 2001
- D. vallismaia - Tsacas, 1984
- D. vanderlindei - Ruiz-Fiegalan, 2004
- D. varga - Hardy, 1965
- D. variabilis - Hardy, 1965
- D. varians - Bock e Wheeler, 1972
- D. varipennis - Grimshaw, 1901
- D. velascoi - Ruiz-Fiegalan, 2003
- D. velata - Hardy, 1965
- D. velox - Watabe e Peng, 1991
- D. velutinifrons - Hardy, 1965
- D. venezolana - Wasserman, Fontdevila, e Ruiz, 1983
- D. venusta - Hardy, 1965
- D. verticis - Williston, 1896
- D. vesciseta - Hardy e Kaneshiro, 1968
- D. vicentinae - Vilela, 1983
- D. villitibia - Hardy, 1965
- D. villosa - Hardy, 1965
- D. villosipedis - Hardy, 1965
- D. vinnula - Hardy, 1965
- D. viracochi - Brncic e Koref-Santibanez, 1957
- D. vireni - Bächli, Vilela e Haring, 2002
- D. virgulata - Hardy e Kaneshiro, 1968
- D. virilis - Sturtevant, 1916
- D. vulcana - Graber, 1957
- D. vumbae - Bock e Wheeler, 1972
- D. waddingtoni - Basden, 1976
- D. wahihuna - Magnacca e O'Grady, 2009
- D. waikamoi - Magnacca e O'Grady, 2009
- D. wangi - Toda e Zhang in Zhang, Toda e Watabe, 1995
- D. wassermani - Pitnick e Heed, 1994
- D. watanabei - Gupta e Gupta, 1992
- D. wauana - Okada e Carson, 1982
- D. wawae - Magnacca e O'Grady, 2009
- D. whartonae - Pipkin e Heed, 1964
- D. wheeleri - Patterson e Alexander, 1952
- D. wikani - Magnacca e O'Grady, 2009
- D. wikstroemiae - Magnacca e O'Grady, 2009
- D. williamsi - Hardy, 1965
- D. willistoni - Sturtevant, 1916
- D. wingei - Cordeiro, 1964
- D. xalapa - Vilela e Bächli, 2004
- D. xanthia - Tsacas, 1981
- D. xanthochroa - Tsacas, 2001
- D. xanthogaster - Duda, 1924
- D. xanthognoma - Hardy, 1965
- D. xanthopallescens - Pipkin, 1964
- D. xanthosoma - Grimshaw, 1901
- D. xenophagaa - Kam e Pereira in O'Grady et al.,2003
- D. xerophila - Val in Carson et al.,1983
- D. xiphiphora - Pipkin, 1964
- D. xuthoptera - Hardy, 1965
- D. yakuba - Burla, 1954
- D. yana - Vela e Rafael, 2005
- D. yangana - Rafael e Vela, 2003
- D. yooni - Hardy, 1977
- D. yunnanensis - Watabe e Liang in Watabe et al.,1990
- D. yuwanensis - Kim e Okada, 1988
- D. z-notata - Bryan, 1934
- D. zonata - Chen e Watabe, 1993
- D. zophea - Tsacas, 2004
- D. zottii - Vilela, 1983